# Tachybaptus rufolavatus
El zampullín de Alaotra (Tachybaptus rufolavatus) es una especie extinta de ave podicipediforme de la familia Podicipedidae endémica de los lagos de Madagascar. La Unión Internacional para la Conservación de la Naturaleza anunció oficialmente su extinción en 2010.
El último ejemplar de la especie fue visto en 1985 y tal vez en 1986 y 1988.

## Extinción
El zampullín era de mediano tamaño y tenía alas pequeñas y, por esto, no conseguía emprender grandes vuelos, viviendo en las inmediaciones del Lago Alaotra, el mayor de Madagascar. Su alimentación consistía principalmente en peces del lago.
La especie tuvo su declive en el siglo XX y el proceso de extinción fue acelerado con la introducción de especies carnívoras de peces, Micropterus y Ophiocephalus, en los lagos donde vivía, de la pesca predadora con el uso de redes de nailon y competencia con otros pájaros.
Otro factor fue la desforestación, que causa erosión del suelo y prácticas nocivas de la agricultura, que llevó a la sedimentación de los lagos y baja calidad del agua.
El lago Alaotra también tuvo otras especies invasoras, como plantas exóticas, mamíferos y peces como la tilapia, que alteró decisivamente el hábitat natural de la especie.
La última especie de ave anunciada como extinta había sido la Caloenas maculata, en 2008. Desde 1600, se han extinguido 132.